# CY Волопаса
CY Волопаса (лат. CY Boötis), 101 Девы (лат. 101 Virginis), HD 125180 — одиночная переменная звезда в созвездии Волопаса на расстоянии приблизительно 967 световых лет (около 296 парсеков) от Солнца. Видимая звёздная величина звезды — от +5,9m до +5,74m.

## Характеристики
CY Волопаса — красный гигант, пульсирующая полуправильная переменная звезда типа SRB (SRB) спектрального класса M3III, или M5, или M1, или Ma. Масса — около 1,824 солнечной, радиус — около 141,595 солнечных, светимость — около 1223,66 солнечных. Эффективная температура — около 3896 K.

## Планетная система
В 2019 году учёными, анализирующими данные проектов HIPPARCOS и Gaia, у звезды обнаружена планета.